# Ludwig Werder
Ludwig Werder (Narva, 1808. május 17. – Nürnberg, 1885. augusztus 4.) svájci gépész.

## Élete
1845-ben átvette Nürnbergben a Cramer-Klett-féle gépgyár vezetését, melyet jelentékenyen kibővített. 1849-ben ő építette az első vashidat a Pauli szisztémája szerint. 1852-ben a hídrészek tartósságának megvizsgálására szolgáló gépet készített. 1853-ban építette a királyi téli kertet Münchenben, 1854-ben pedig az ottani kiállítási csarnokot. 100 tonnás szakítóerőt produkáló gépéért, melyet a müncheni ipari vásáron mutatott be 1854-ben, aranyéremmel jutalmazták. A bajor gyalogsági fegyver is az ő találmánya.